# Lanhères
Lanhères ist eine französische Gemeinde mit 55 Einwohnern (Stand: 1. Januar 2022) im Département Meuse in der Region Grand Est (bis 2015: Lothringen). Sie gehört zum Arrondissement Verdun, zum Kanton Bouligny und zum Gemeindeverband Pays d’Étain.

## Geografie
Die Gemeinde Lanhères liegt 24 Kilometer östlich von Verdun an der Grenze zum Département Meurthe-et-Moselle. Umgeben wird Lanhères von den Nachbargemeinden Rouvres-en-Woëvre im Westen und Norden, Béchamps im Osten, Buzy-Darmont im Süden und Boinville-en-Woëvre im Südwesten.

## Bevölkerungsentwicklung
| Jahr                       | 1962 | 1968 | 1975 | 1982 | 1990 | 1999 | 2006 | 2011 | 2019 |
| Einwohner                  | 135  | 72   | 58   | 49   | 43   | 63   | 55   | 69   | 59   |
| Quellen: Cassini und INSEE |      |      |      |      |      |      |      |      |      |

## Sehenswürdigkeiten
- Kirche Saint-Pantaléon, erbaut im 17. Jahrhundert

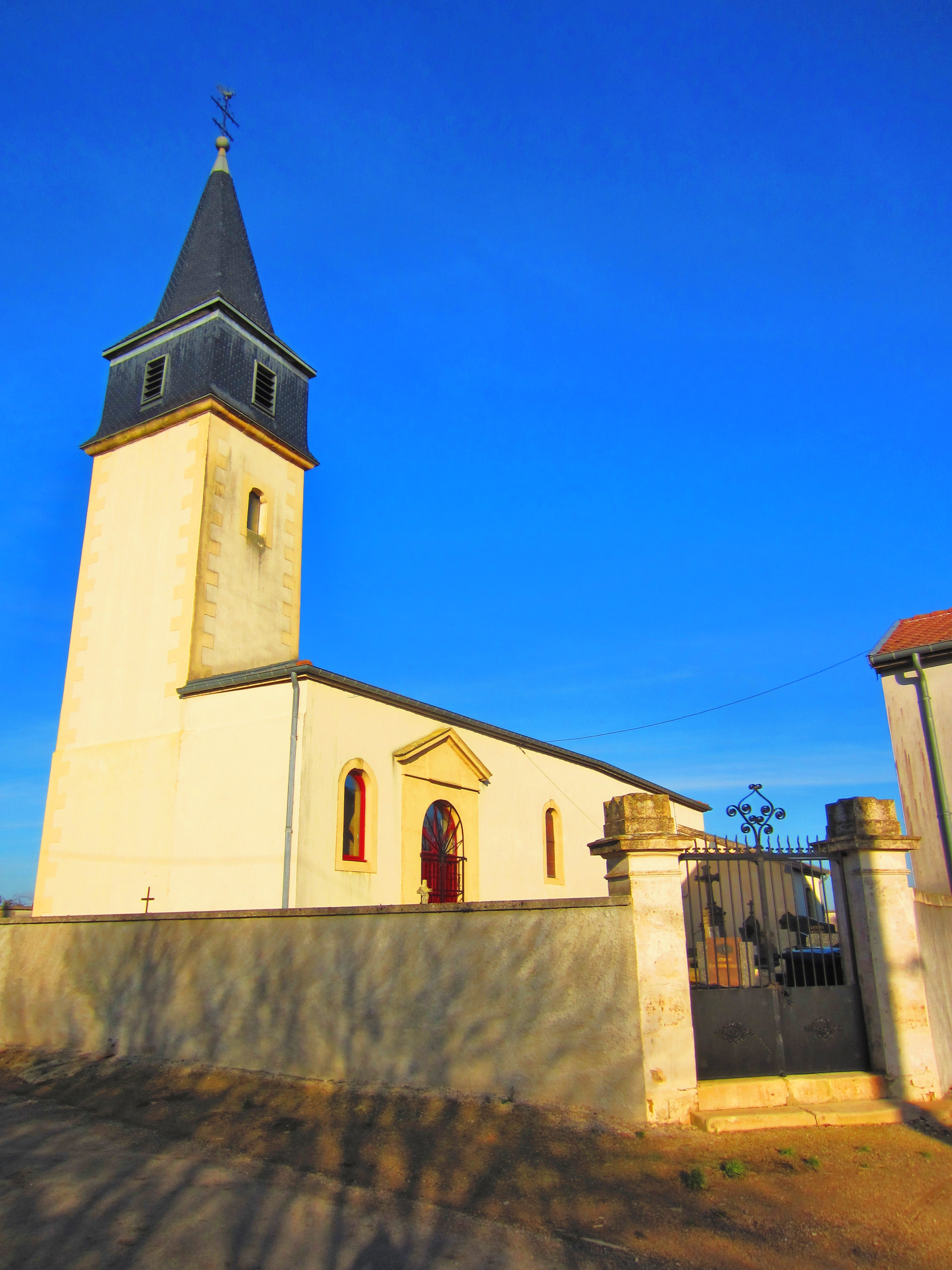
Kirche Saint-Pantaléon